# Catedral de Dubrovnik
La catedral de Dubrovnik és un edifici religiós a Grad o ciutat vella de Dubrovnik (Croàcia), construït el 1713 després de la destrucció de l'antiga catedral pel terratrèmol de 1667.
El bisbat de Ragusa era sufragani de Lara i tenia 45 parròquies principals i 11 de secundàries.

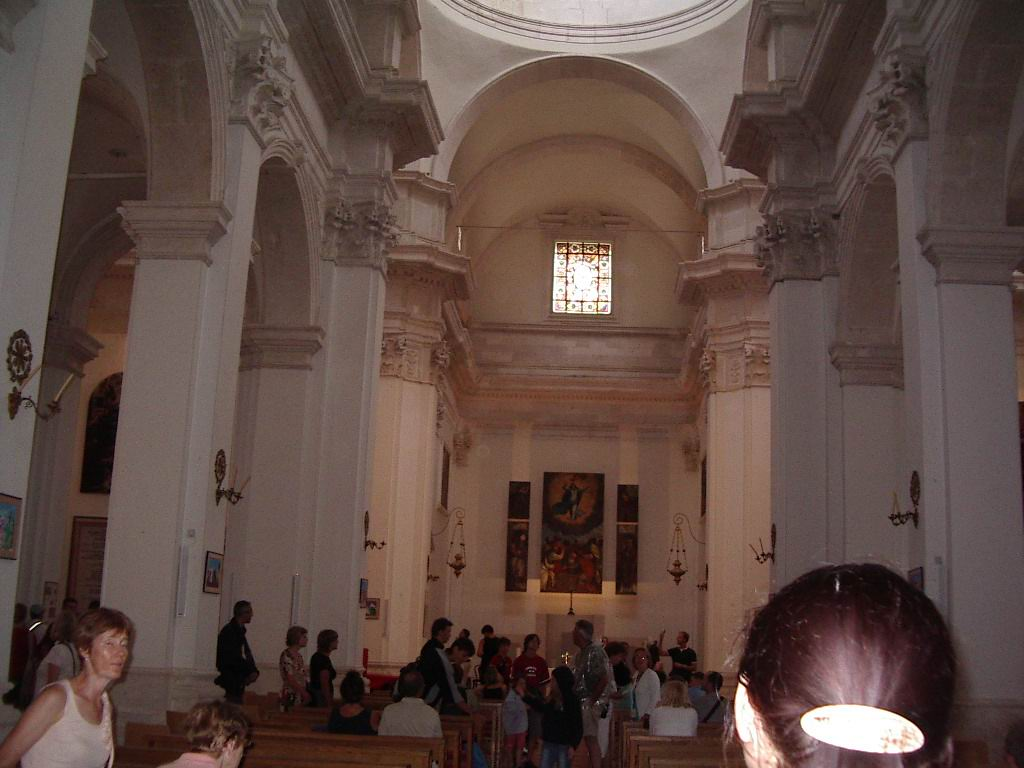
Interior de la catedral.